# Liste des évêques de Ngozi
Pour un article plus général, voir Diocèse de Ngozi.
La liste des évêques de Ngozi recense les noms des évêques qui se sont succédé sur le siège épiscopal de Ngozi au Burundi depuis la fondation du vicariat apostolique de Ngozi en 1949, vicariat érigé en diocèse de Ngozi le 10 novembre 1959. 

## Est vicaire apostolique
- 14 juillet 1949 - 10 novembre 1959 : Joseph Martin, M.Afr., promu évêque

## Puis sont évêques
- 10 novembre 1959 - 6 juin 1961 : Joseph Martin, M.Afr., nommé évêque de Burui
- 21 août 1961 - 5 septembre 1968 : André Makarakiza, M.Afr., nommé archevêque de Gitega
- 5 septembre 1968 - 14 décembre 2002 : Stanislas Kaburungu
- 10 mai 2000 - 14 décembre 2002 : Gervais Banshimiyubusa, évêque coadjuteur
- 14 décembre 2002 - 24 mars 2018: Gervais Banshimiyubusa, nommé archevêque de Bujumbura.
- depuis le 17 décembre 2019: Georges Bizimana (de)

## Sources
- (en) Fiche du diocèse sur catholic-hierarchy.org